# Почаївська вулиця (Київ)
Почаївська ву́лиця — вулиця в Голосіївському районі міста Києва, місцевість Забайків'я. Пролягає від Гайдамацької вулиці до Забайківської вулиці.
Прилучається Богунська вулиця.

## Історія
Вулиця виникла на початку XX століття, мала назву Совська. Близько 1913 року отримала назву Петропавловська. З 1944 року — вулиця Котовського (2-а), на честь радянського військового діяча Григорія Котовського. 1955 року одержала назву Псковська вулиця. 
Сучасна назва на честь міста Почаїв — з 25 серпня 2022 року.